# At-Takathur
At-Takathur  (arabe : سُورَةُ ٱلتَّكَاثُرِ, français : La Course aux Richesses) est le nom traditionnellement donné à la 102e sourate du Coran, le livre sacré de l'islam. Elle comporte 8 versets. Rédigée en arabe comme l'ensemble de l'œuvre religieuse, elle fut proclamée, selon la tradition musulmane, durant la période mecquoise.

## Origine du nom
Bien que ne faisant pas partie de la proclamation, la tradition musulmane a donné comme nom à cette sourate La Course aux Richesses, en référence au contenu du premier verset : « 1. La course aux richesses vous distrait ». 

## Historique
Il n'existe à ce jour pas de sources ou documents historiques permettant de s'assurer de l'ordre chronologique des sourates du Coran. Néanmoins selon une chronologie musulmane attribuée à Ǧaʿfar al-Ṣādiq (VIIIe siècle) et largement diffusée en 1924 sous l’autorité d’al-Azhar,, cette sourate occupe la 16e place. Elle aurait été proclamée pendant la période mecquoise, c'est-à-dire schématiquement durant la première partie de l'histoire de Mahomet avant de quitter La Mecque. Contestée dès le XIXe par des recherches universitaires, cette chronologie a été revue par Nöldeke,, pour qui cette sourate est la 8e.
Les sourates de la fin du Coran sont généralement considérées comme appartenant aux plus anciennes. Elles se caractérisent par des particularités propres. Elles sont brèves, semblent issues de proclamations oraculaires (ce qui ne signifie pas, pour autant, qu’elles en sont des enregistrements), elles contiennent de nombreux hapax...
Pour Nöldeke et Schwally, la quasi-totalité des sourates 69 à 114 sont de la première période mecquoise. Neuwirth les classe en quatre groupes supposés être chronologiques. Bien que reconnaissant leur ancienneté, certains auteurs refusent de les qualifier de « mecquoise », car cela présuppose un contexte et une version de la genèse du corpus coranique qui n’est pas tranchée. Cette approche est spéculative.
En effet, ces textes ne sont pas une simple transcription sténographique de proclamation mais sont des textes écrits, souvent opaques, possédant des strates de composition et des réécritures Cela n’empêche pas ces sourates de fournir des éléments contextuels (comme l’attente d’une Fin des Temps imminente chez les partisans de Mahomet). Ces textes sont marqués par une forme de piété tributaire du christianisme oriental. 
Pour Bell, cette sourate est médinoise. Il rejoint en cela certains exégètes musulmans minoritaires. Nöldeke, Schwally et Blachère la considèrent comme mecquoise. Pour Bell, cette sourate n’est pas le texte originel complet. Elle n’est qu’un fragment, qui plus est composite. Il suggère qu’elle est composée de deux fragments.

## Interprétations

### Versets 1-2: Versets eschatologiques
Ces premiers versets forment une annonce ou une menace apocalyptique. Ces versets ont fait l’objet de plusieurs traductions, souvent inspirées par les interprétations traditionnelles.  Pour Neuenkirchen, Paret est celui qui s’est le plus rapproché du texte pour la traduction d’al-Takathur, en s’éloignant des interprétations postérieures. Il traduit par « le désir d’en avoir plus [que d’autres] ». La distraction évoquée au verset 1 serait donc celle de cet accroissement. La racine arabe k-th-r a pour exact équivalent la racine syriaque y-t-r, qui signifie « être en plus ». Il y a donc une correspondance entre le substantif arabe et le syriaque.
Ce passage doit être compris dans son sens eschatologique où la vie terrestre ne doit pas faire oublier celle après la mort. Le but de celui-ci est très proche des homélies eschatologiques de Jacques de Saroug.  Ainsi, le thème coranique de l’avidité des biens matériels comme diversion « remonte probablement à la pensée chrétienne ». Ce texte peut aussi trouver un parallèle dans les homélies d’Éphrem le Syriaque.

Texte de la sourate (Coran datant de 1874)
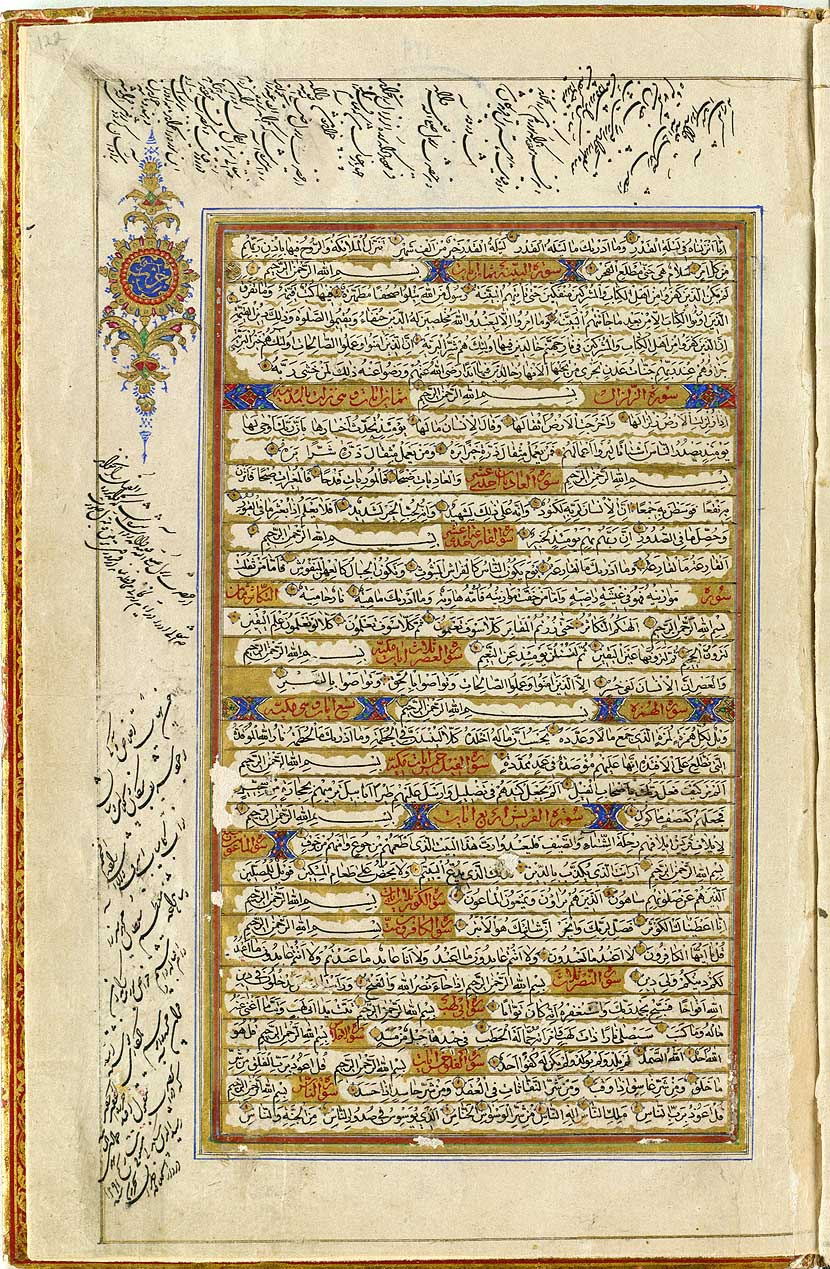